# Холодні ноги
«Холодні ноги» (англ. Cold Feet) — авантюрна комедія режисера Роберта Дорнхельма з Томом Вейтсом, Саллі Керкленд та Кітом Керрадайном в головних ролях. Сценарій фільму був написаний романістами Томом МакГвейном та Джимом Гаррісоном 1970 року і залишався незатребуваним близько десяти років. Пізніше він був відредагований МакГвейном для Роберта Дорнхельма, який поставив картину 1989 року. Стрічка отримала змішані відгуки критиків та достатньо скромні збори в розмірі 289 975 доларів.

## Сюжет
Контрабандисти Кенні та Монті провозять через американо-мексиканський кордон контейнер з смарагдами, зашитий в шлунок гнідого жеребця-чемпіона. Без проблем діставшись до Аризони, Кенні вирушив на пошуки дівчини Монті, Марін, яка чекає шахраїв в будинку на колесах. Скориставшись відсутністю колеги, Монті забрав жеребця, найняв літак та полетів до Монтани, де зник на ранчо свого брата Бака і його дружини Лаури. Ошукані Кенні та Марін негайно кинулися в погоню.

## У ролях
| Актор          | Роль         |
| -------------- | ------------ |
| Кіт Керрадайн  | Монте Лейтем |
| Саллі Кіркленд | Морін        |
| Том Вейтс      | Кенні        |
| Білл Пуллман   | Бак Лейтем   |
| Кетлін Йорк    | Лора         |
| Ріп Торн       | шериф        |
| Джефф Бріджес  | бармен       |

## Критика
Рецензент Los Angeles Times Шила Бенсон схарактеризував «Холодні ноги» як «шизоїдний фільм з спритними та смішними акторами». Автор New York Times Керін Джеймс описала стрічку як «невибагливе, іноді веселе, дивно освіжаюче кіно». Критик Washington Post Хел Хінсон написав, що «божевільний бітник Вейтс та німфоманіакальна Керкленд можуть бути смішні лише один раз». Оглядачка Sun-Sentinel Кендіс Расселл зазначила, що картина виглядає «невимушено завдяки нахабному тону і розкутим персонажам». Кореспондент Time Out Джей Ей оцінив «Холодні ноги» як «цілком божевільний та абсолютно чарівний фільм з барвисто ексцентричними та дивно правдоподібними персонажами, ситуаціями та діалогами».